# Міріам Ялан-Штекліс
Міріам Ялан-Штекліс (івр. מרים ילן-שטקליס, уроджена Віленська; 1900, Потоки, Російська імперія — 1984, Хайфа
, Ізраїль) — ізраїльська дитяча поетеса і письменниця, лауреат Премії Ізраїлю за досягнення в літературі (1956).
Прізвище Ялан є абревіатурою імені її батька: Йєхуди-Лейба Нісона Віленського.

## Біографія
Міріам Ялан-Штекліс народилася в Кременчуці в 1900 році. Її батько Лейб (Лев) Вульфович Віленський навчався в Берлінському та Базельському університетах і в останньому в 1891 році отримав ступінь доктора хімії та філософії. У 1903 році він був обраний казенним рабином Миколаєва, куди переїхала вся родина. Іврит вона вивчала з дитинства.
Після придушення Російської революції родина була змушена переїжджати Україною з місця на місце. Зрештою, сім'я Віленських влаштувалася в Харкові, і молода Міріам вступила на гуманітарний факультет Харківського університету. Надалі вона вчилася в Берлінському коледжі юдаїки, а в 1928 році в Парижі вивчала бібліотечну справу.
B 1920 році Міріам Ялан-Штекліс репатріювалася в Палестину і оселилася в Єрусалимі, де стала працювати в Національній бібліотеці Єврейського університету, очолюючи відділ славістики протягом 30 років.
У 1956 році Міріам Ялан-Штекліс стала лауреатом Премії Ізраїлю з літератури.
Чоловік — Моше Штекеліс, професор археології.
Померла 9 травня 1984 року в Хайфі.

## Творчість
За її словами, «вірші виходять з її обтяженої душі, так само, як діти народжуються в муках». Міріам Ялан-Штекліс осиротіла дуже рано і все своє життя була самотня і хвора. Не маючи своїх дітей, вона знайшла життєве покликання у написанні дитячих віршів і оповідань, дивуючи читачів глибиною свого розуміння дитячих переживань, страхів і радощів.
Міріам Ялан-Штекліс написала кілька дитячих збірок, таких як Данини, Подорож на острів «Можливо» тощо. Багато її віршів стали словами дитячих пісень. У 1975 році співаки Шмулік Краус і Джозі Кац організували концерт, присвячений творчості Міріам Ялан-Штекліс, вони записали і випустили альбом з її піснями.